# 2008 en Indonésie
Cet article présente les faits marquants de l'année 2008 en Indonésie.

## Évènements

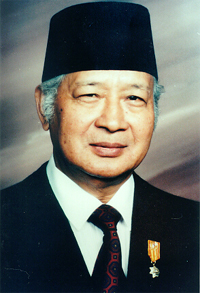
Mohammed Suhartoen 2002 (1921-2008)

- Dimanche 27 janvier 2008 : Mort de Mohammed Suharto (86 ans), président de l’Indonésie de 1967 à 1998.

- Lundi 28 avril 2008 : une mosquée de Java appartenant au mouvement musulman Ahmadiyyia est prise d'assaut est incendiée par plusieurs centaines de musulmans extrémistes. Une commission gouvernementale avait suggéré d'interdire ce mouvement que le Conseil des oulémas d'Indonésie considère comme une secte hérétique.

- Vendredi 13 juin 2008 : un rapport affirme que la gigantesque mare de boue survenue il y a deux ans et d'où s'échappe des dizaines de tonnes de boues chaque jour, aurait été provoquée par la négligence d'une compagnie pétrolière, la « Lapindo ». Treize mille personnes ont tout perdu, champs et maisons, engloutis par la boue. Avec ses 640 hectares, il s'agit aujourd'hui du plus important volcan de boue du monde et le montant du sinistre se monte à 545 millions d'euros. La société Lapindo appartient à la famille Bakrie, la plus riche du pays.

- Dimanche 9 novembre 2008 : les trois terroristes islamistes, membres de la Jemaah Islamiyah, condamnés pour les attentats de Bali le 12 octobre 2002 qui avaient fait 202 morts (88 Australiens, 38 Indonésiens, 23 Britanniques mais aussi 4 Français, 3 Suisses et 2 Canadiens), ont été fusillés. Des appels à venger leur mort ont été lancés[1].

- Dimanche 16 novembre 2008 : un puissant séisme de magnitude 7,5 s'est produit à 17H02 GMT près de l'île de Sulawesi. Son épicentre était situé à une profondeur de 21 km, à 136 km au large de la ville côtière de Gorontalo, il n'y a pas eu de tsunami. Le séisme a causé la mort de 4 personnes et a endommagé plusieurs centaines d'habitations.

- Samedi 22 novembre 2008 : un séisme de magnitude 6,8 a lieu sur l'île de Sumatra, selon l'Institut de géophysique américain (USGS).

- Mercredi 10 décembre 2008 : l'Indonésie qui craint d'être confrontée à de prochains problèmes de liquidités demande l'aide financière du Japon, de l'Union européenne, de la Banque mondiale et la Banque asiatique de développement. L'Australie se dit prête à accorder une facilité de crédits de 650 millions US$.

- Dimanche 21 décembre 2008 : un séisme de magnitude 5,6 s'est produit au large de l'île de Sumatra à 13H47 GMT, à une profondeur de 68 km, à 75 km au sud-ouest de Banda Aceh.

- Mardi 30 décembre 2008 : un séisme de magnitude 5,9 s'est produit à 19h49 GMT au large de l'île de Sumatra, à 136 km au sud-ouest de Bengkulu, à une profondeur de 10 k.

- Mercredi 31 décembre 2008 : acquittement d'un ancien haut responsable des services secrets indonésiens, jugé pour son implication présumée dans l'assassinat de l'éminent défenseur des droits de l'Homme Munir en 2004.